# Étaules, Charente-Maritime
Étaules là một xã trong tỉnh Charente-Maritime trong vùng Nouvelle-Aquitaine, tây nam nước Pháp. Xã Étaules, Charente-Maritime nằm ở khu vực có độ cao từ 0-28 mét trên mực nước biển.